# James Bausch
James „Jim“ Aloysius Bernard Bausch (* 29. März 1906 in Marion, South Dakota; † 9. Juli 1974 in Hot Springs, Arkansas) war ein US-amerikanischer Leichtathlet und American-Football-Spieler.

## College
Bausch studierte von 1927 bis 1930 an der University of Wichita und später an der University of Kansas. Neben Leichtathletik betrieb er American Football und Basketball. Bei den Kansas Jayhawks, der American Footballmannschaft der University of Kansas lief er überwiegend als Halfback auf. Seine läuferischen Fähigkeiten wurden bereits hier deutlich. 1930 wurde er in das  East-West College All-Star-Spiel gewählt, welches in San Francisco ausgetragen wurde.

## Olympiasieger
Er gewann bei den Olympischen Spielen 1932 in Los Angeles die Goldmedaille im Zehnkampf. In seinem dritten Wettkampf im Zehnkampf überhaupt stellte er zudem einen neuen Weltrekord auf. Seine 8462,235 Punkte entsprechen 6736 Punkten nach der derzeit gültigen Tabelle von 1985.

## Footballprofi
Bausch spielte ein Jahr in der NFL. 1933 lief er für die Cincinnati Reds und für die Chicago Cardinals auf. Große Erfolge konnte er mit seinen Mannschaften nicht mehr feiern.

## Ehrungen
Seit 1954 ist Bausch Mitglied in der College Football Hall of Fame und seit 1978 in der US Leichtathletik Hall of Fame.